# Tony Popović
Tony Popović (Sydney, 1973. július 4. –) ausztrál labdarúgó.